# Mein Vater, der Held (Film)
Mein Vater der Held (Originaltitel: Mon père, ce héros) ist eine französische Filmkomödie von Gérard Lauzier aus dem Jahr 1991. Die Hauptrollen spielen Gérard Depardieu und Marie Gillain.

## Handlung
Der Geschäftsmann André Arnel fliegt mit seiner 14-jährigen Tochter Véro in den Ferien nach Mauritius. Er hat sich vor ein paar Jahren von Véros Mutter getrennt. Aufgrund seiner vielen Arbeit bekommt er Véro nur selten zu sehen. Verwundert von der Veränderung, die Véro seit ihrer letzten Begegnung durchgemacht hat, klärt diese ihn über ihre strenge Privatsphäre und ähnliche pubertäre Klischees auf. Beide geraten infolgedessen häufig aneinander, was die ein oder andere amüsante Situation zur Folge hat.
Bereits an ihrem ersten Tag im Ferienort lernt Véro den attraktiven Benjamin kennen, der mit seinen Eltern ein luxuriöses Haus am Strand bewohnt und einen Wasser-Ski-Verleih betreibt, den Véro und ihr Vater nutzen. Als er sie nach ihrem Alter fragt, schwindelt sie im vor, bereits 18 (später sagt sie ihm, dass sie 14 ist) Jahre alt zu sein. Da sie nicht zugeben will, mit ihrem Vater im Urlaub zu sein, spinnt sie sich eine Lügengeschichte zurecht und erzählt, dass André ihr älterer Liebhaber sei und sie einst von der Straße geholt habe. Ohne das Wissen von André verbreitet sich diese Nachricht flugs im Hotel; die anderen Gäste meiden André daraufhin und bezeichnen ihn hinter seinem Rücken als „Kinderschänder“.
An die Seite des etwas naiven André gesellt sich schon bald die attraktive, aber einsame Christelle, die als Einzige das wahre Verhältnis zwischen ihm und Véro kennt und ihm bezüglich der Problematik mit seiner Tochter diverse Tipps gibt. Trotz eines Streits bleiben die beiden befreundet. Auch macht André seine Beziehung zur Französin Isabelle Sorgen, die sich von ihm abzuwenden scheint.
Benjamin und Véro verstehen sich immer besser, doch langsam nimmt Véros Geschichte überhand. Sie erzählt derart kuriose und abstruse Geschichten über ihren Vater und angeblichen Vertrauten, der bereits im Hundertjährigen Krieg gekämpft und sich dabei eine furchtbare Kriegsverletzung zugezogen habe, dass dieser schon bald von ihr eingeweiht werden muss. Nach anfänglichen Zorn beschließt André, seiner Tochter zu helfen, indem er noch eine Weile das Spiel mitspielt, damit seine Tochter genügend Zeit bekommt, Ben reinen Wein einzuschenken. Doch es kommt nicht dazu. Das falsche Bild, das Benjamin von André hat, veranlasst ihn dazu, André immer übler mitzuspielen und ihn schließlich dazu aufzufordern, seine „Geliebte“ in Ruhe zu lassen und sie lieber seiner eigenen Obhut zu überlassen, da er sie liebe. André ist gerührt von dem guten Willen des 17-jährigen und befindet ihn für einen guten Freund für seine Tochter.
Als ihr Vater fast im Meer ertrinkt, kann Véro nur noch „Papa, Papa“ rufen, wodurch Benjamin endlich die Wahrheit erfährt. Er fühlt sich durch ihre Täuschung tief verletzt und möchte den Kontakt zu Véro abbrechen, kurz bevor diese wieder nach Hause fahren muss. Schließlich gelingt es André, ein besseres Verhältnis zu seiner Tochter zu finden. Gemeinsam finden sie einen Weg, sich bei Benjamin zu entschuldigen, sodass dieser und Véro an Silvester wieder zueinander finden. Auch André weiß plötzlich, wie er Isabelle behandeln muss, und beschließt, sie zu heiraten.

## Neuverfilmung
Drei Jahre später kam eine englischsprachige Neuverfilmung unter dem Titel Daddy Cool in die Kinos. Gérard Depardieu spielte erneut die Hauptrolle, die Rolle seiner Filmtochter Nicole wurde von Katherine Heigl gespielt.

## Kritik
Für das Lexikon des internationalen Films war Mein Vater der Held eine „Komödie, die trotz Neubelebung verschiedener Klischees die Schwierigkeiten des Erwachsenwerdens und der Persönlichkeitsentwicklung psychologisch ebenso genau beschreibt wie die väterliche Ablösung vom geliebten Kind“. Der Film sei zudem glaubwürdig „durch die Frische und Natürlichkeit der Darsteller“.
Das Urteil von Cinema lautete: „Charmantes und witziges Verwirrspiel mit einem wunderbar schmerbäuchigen Depardieu.“ Das Internetportal kino.de nannte den Film eine „[e]rfrischend bissige und federleicht inszenierte Komödie voll trefflicher Situationskomik und gut gewürzten Dialogen“. Gérard Lauzier, ein in seiner Heimat sehr populärer „Comic-Zeichner, der soziokulturelle Klischées entlarvt“, sei als Regisseur die richtige Wahl gewesen, „um dieser Geschichte über das Erwachsenwerden eines frechen Früchtchens den nötigen Pep zu verleihen“.

## Synchronisation
| Rolle                  | Darsteller             | Synchronsprecher |
| ---------------------- | ---------------------- | ---------------- |
| André Arnel            | Gérard Depardieu       | Manfred Lehmann  |
| Véronique „Véro“ Arnel | Marie Gillain          | Dascha Lehmann   |
| Irina                  | Charlotte de Turckheim | Gertie Honeck    |
| Benjamin               | Patrick Mille          | Axel Malzacher   |